# Dendê Futebol Clube
Dendê Futebol Clube é um clube esportivo brasileiro de Salvador, município capital do estado da Bahia. Foi fundado em 2017 e dedicado ao futebol soçaite (ou fut7) e ao estímulo da prática da modalidade por pessoas da comunidade LGBT ante estigmas e LGBTfobia nomeadamente no ambiente do futebol masculino. É o primeiro clube exclusivamente gay do futebol da Bahia. O Dendê é a instituição organizadora da Copa Gay de Futebol Society do Nordeste, competição de futebol soçaite (modalidade disputada por sete futebolistas).
Entre fevereiro de 2019 e início de 2020, Elivelton Brandão era vice-presidente do Dendê FC. Em novembro de 2021, o cargo estava ocupado por Wellington Santos, também jogador da equipe.

## História
O Dendê FC foi criado em contexto em que discriminação, velada ou não, constrange e torna rara a presença de homens gays no futebol de campo, profissional ou amador. Por isso, o clube foi associado às finalidades de possibilitar a prática da modalidade esportiva sem xingamentos e preconceitos e de expandir o esporte praticado por pessoas LGBTQIA+ no Nordeste Brasileiro, apontando a homofobia e transfobia no futebol e a necessidade do esporte ser inclusivo e dando visibilidade a pessoas comumente apagadas. Outros clubes já haviam sido criados noutros municípios brasileiros, como também ligas voltadas à competição entre tais equipes. Interações em grupos em redes sociais virtuais colaboraram para a criação dos clubes brasileiros de fut7 por pessoas LGBT+ e adesão de mais pessoas a eles, bem como a divulgação na mídia dos clubes criados.
Nesse cenário, a ideia de um time de gays de Salvador veio do paulista Robson Alves e levou à criação de um grupo no aplicativo de mensagens WhatsApp em 2017, mas somente em novembro de 2018 a busca por homens homossexuais, trans e bissexuais se efetivou a fim de compor a equipe. Nessa época também foi escolhido o nome "Dendê" para o clube por meio de uma votação e a escolha do primeiro local de treinamentos do clube, a Arena Golaço, em Lauro de Freitas (município vizinho a Salvador).
Em 2019, com apoio da Prefeitura Municipal de Lauro de Freitas, o Dendê organizou a primeira edição da Copa Gay de Futebol Society do Nordeste, ocorrida nos dias 9 e 10 de fevereiro, na Arena Golaço, no bairro de Buraquinho. Além de organizar, também disputou a competição, ao lado de clubes do Distrito Federal (Capital FC e Bravus FC) e dos estados de São Paulo (Bárbaros FC e Natus FC) e Sergipe (Araras FC). Com dois meses de preparação, antes do início da competição, o comando dos treinos da equipe do Dendê foi assumido pela treinadora Laila, ex-futebolista soçaite. E o Dendê terminou a competição em quarto lugar ao perder na semifinal para o Bárbaros, que também não levou o Troféu Jean Wyllys, pois perdeu para o Bravus na final da Copa.
A segunda edição estava programada para os dias 28 e 29 de março de 2020, dessa vez, com disputa na Champion Multiarena, uma instalação esportiva na cobertura do Shopping Bela Vista, em Salvador. Havia a expectativa de participação de oito a dez clubes, oriundos do Amazonas, Distrito Federal, Pará e Sergipe, além do próprio Dendê, concorrendo ao Troféu Marielle Franco. Contudo, a pandemia de COVID-19 motivou o adiamento da competição. Diante das circunstâncias da pandemia no Brasil, especialmente as medidas de distanciamento físico, o Dendê atuou pelas redes digitais para seguir com as atividades e manter a interação. Então, organizou e disputou o Big Brother Bicha Brasil (2020), um campeonato desenrolado na rede social virtual Instagram, disputado entre dez equipes e vencido por Cangayceiros Futebol Clube, de Fortaleza.
Em novembro de 2021, lançou o novo uniforme dos jogadores do Dendê com a ideia de "tirar a mancha" de homofobia do esporte. O lançamento também objetivou retomar as atividades do clube, após o período de inatividade na pandemia, e em preparação à disputa da Copa Gay de Futebol Society do Nordeste em maio de 2022, que concederá uma vaga no campeonato brasileiro da LiGay, no fim de 2022.